# Souleuvre en Bocage
Souleuvre-en-Bocage is een gemeente (commune nouvelle) in het Franse departement Calvados in de regio Normandië. De gemeente en maakt deel uit van het arrondissement Vire en telde op 1 januari 2022 8.643 inwoners.

## Geschiedenis
De gemeente ontstond op 1 januari 2016 door de fusie van de gemeenten Beaulieu, Le Bény-Bocage, Bures-les-Monts, Campeaux, Carville, Étouvy, La Ferrière-Harang, La Graverie, Malloué, Montamy, Mont-Bertrand, Montchauvet, Le Reculey, Saint-Denis-Maisoncelles, Sainte-Marie-Laumont, Saint-Martin-des-Besaces, Saint-Martin-Don, Saint-Ouen-des-Besaces, Saint-Pierre-Tarentaine en Le Tourneur. Le Bény-Bocage werd de hoofdplaats van de gemeente.

## Geografie
De oppervlakte van Souleuvre-en-Bocage bedroeg op 1 januari 2022 187,28 vierkante kilometer; de bevolkingsdichtheid was toen 46,2 inwoners per km².

Kaart van het voormalige kanton Le Bény-Bocage, gelijk aan de huidige gemeente, tegen de andere toenmalige gemeenten van Calvados.

De onderstaande kaart toont de ligging van Souleuvre en Bocage met de belangrijkste infrastructuur en aangrenzende gemeenten.

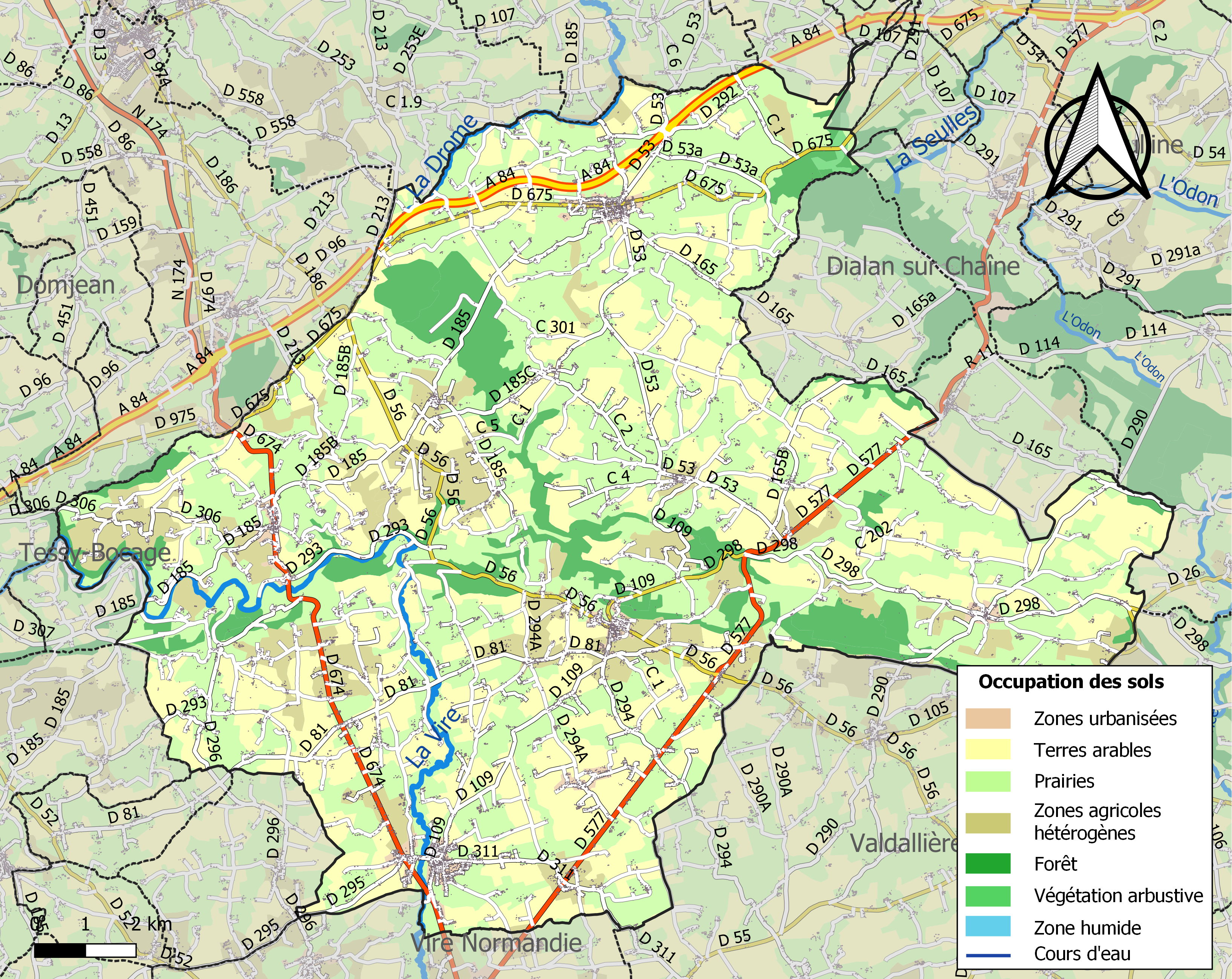

Condé-en-Normandie · Lassy · Périgny · Le Plessis-Grimoult · Pontécoulant · Saint-Denis-de-Méré · Saint-Jean-le-Blanc · Saint-Vigor-des-Mézerets · Souleuvre en Bocage · Valdallière · La Villette